# Naha
För andra betydelser, se Naha (olika betydelser).
Naha (japanska: 那覇市?, Naha-shi) är residensstad för Okinawa prefektur i Japan. Staden ligger på sydvästra delen av ön Okinawa i Östkinesiska havet. Staden grundades den 20 maj 1921 på platsen för kungariket Ryukyus högsäte, Shuriborgen, en viktig gusuku.
Staden har sedan 2013
status som kärnstad (japanska: 中核市?, Chūkakushi) enligt lagen om lokalt självstyre.

## Historia

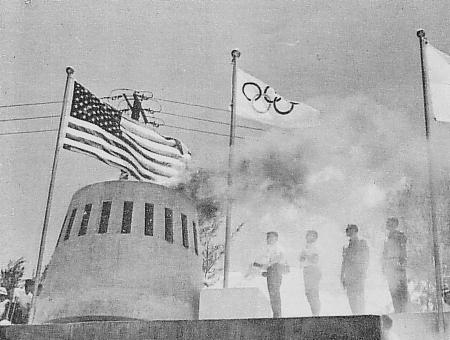
Olympiska elden passerar Naha 1964.

Vid sommarolympiaden 1964 passerade den olympiska elden Naha från Olympia i Grekland via Taipei, Taiwan och Naha, Okinawa till Tokyo. 

## Transporter
Naha flygplats är knutpunkt för alla okinawianska flyglinjer. Internationell trafik går till Seoul, Taipei och Shanghai.
Naha har en monorail, Okinawa Monorail, som sträcker sig från Naha flygplats till centrum av staden och bort mot Shuriborgen.

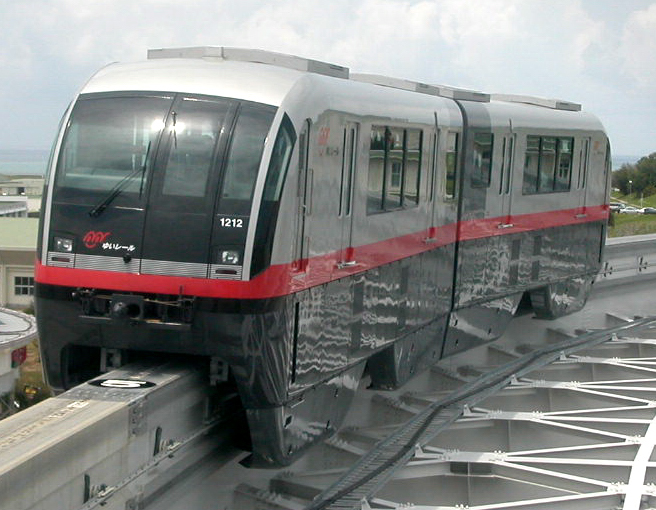
Okinawa City Monorail.
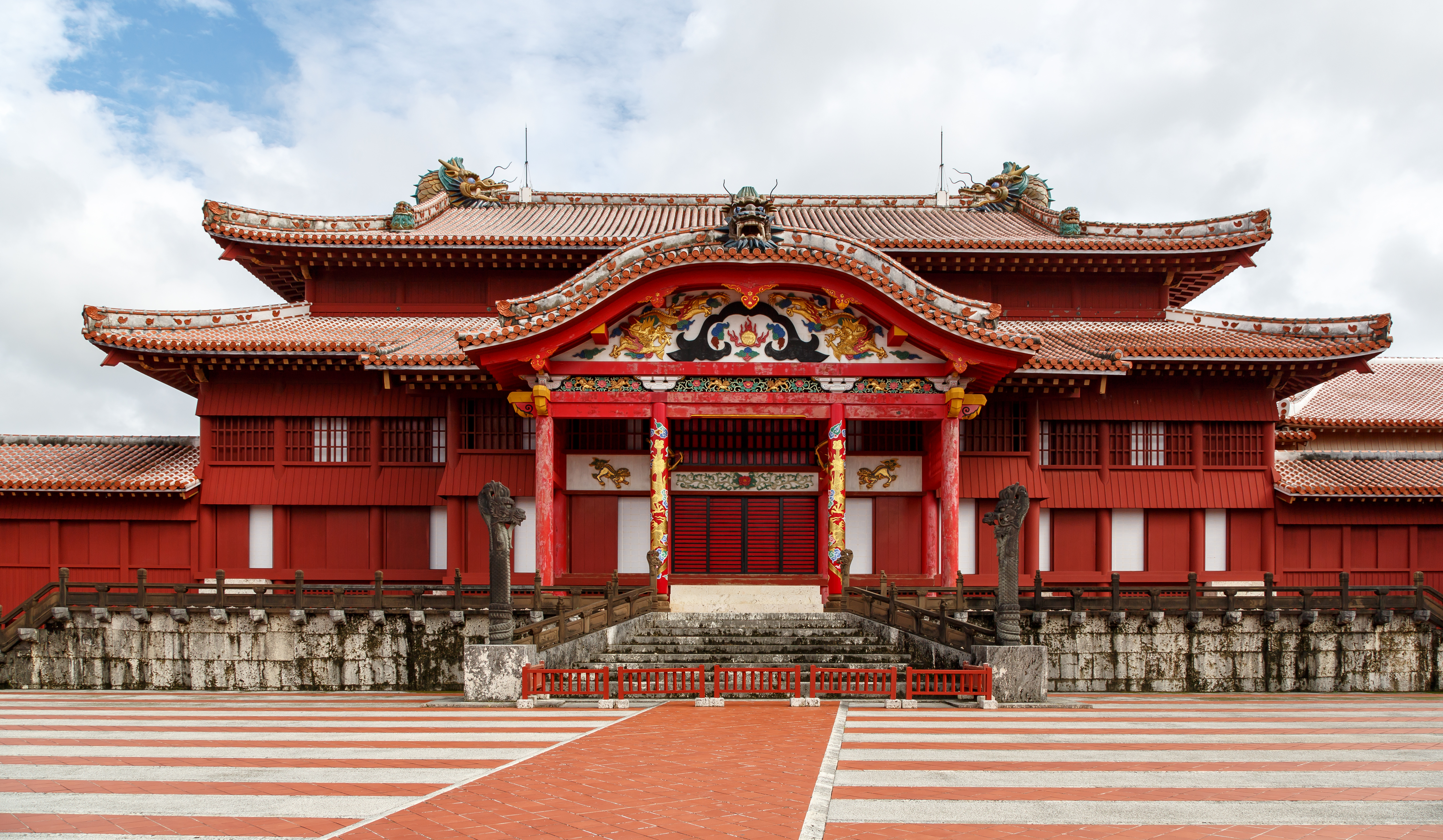
Shuriborgen.

## Galleri

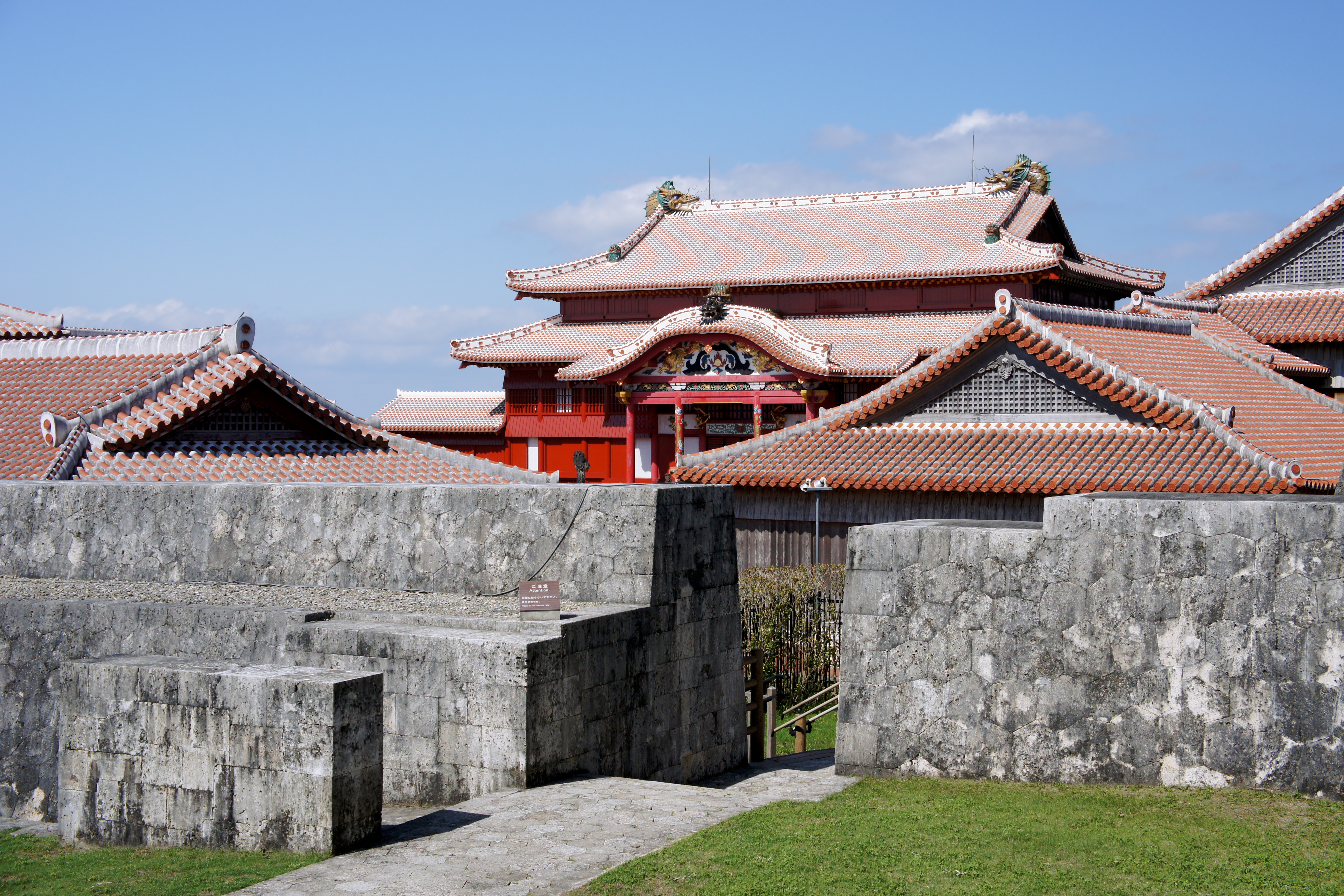
Shuriborgen.
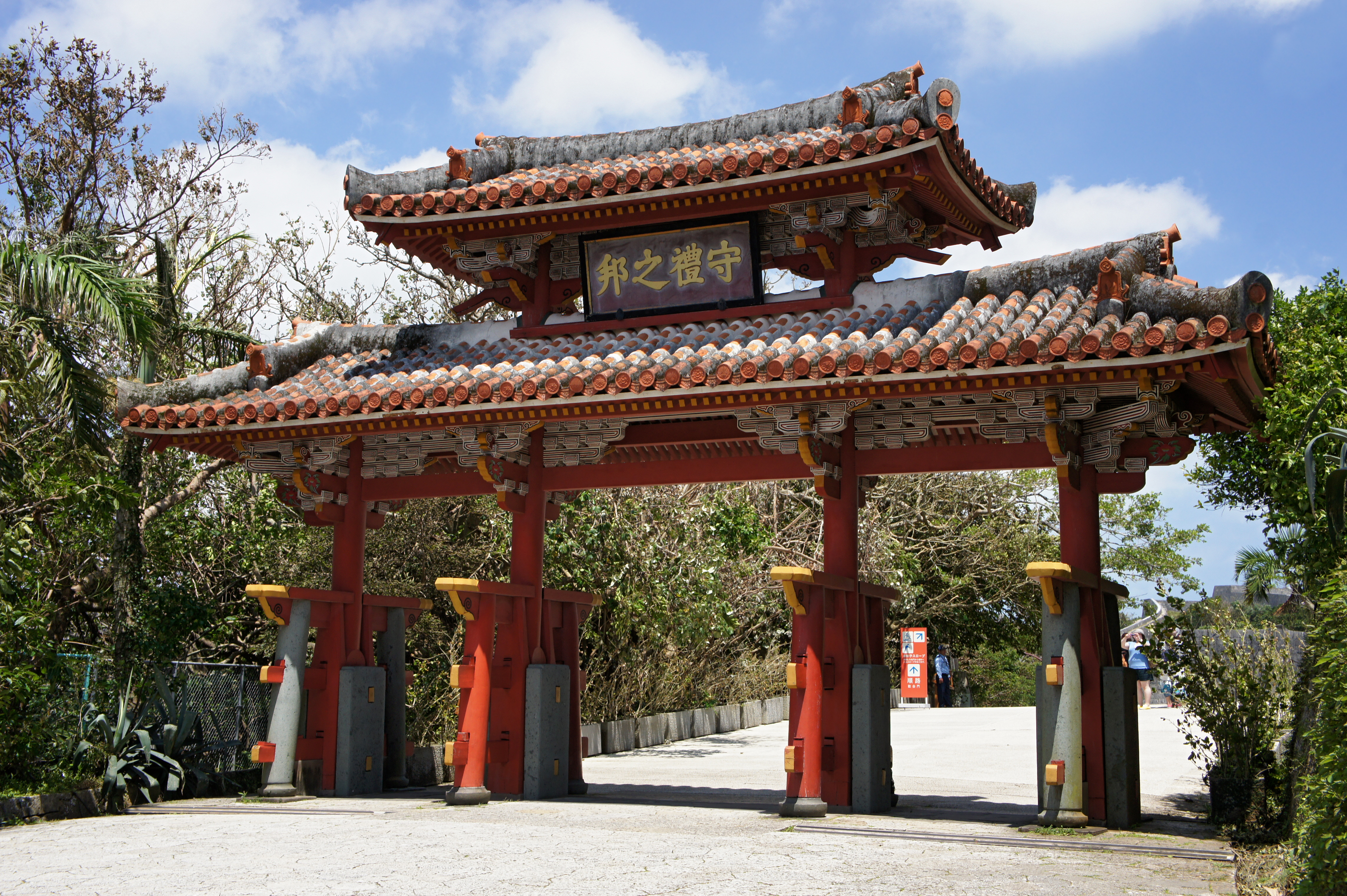
Shurei no Mon, ett av Nahas mest berömda byggnadsverk.